# پرستوهای عاشق
پرستوهای عاشق فیلمی به کارگردانی فریال بهزاد، تهیه‌کنندگی غلامرضا آزادی و نویسندگی غلامرضا گمرکی و بابک کاظمی محصول سال ۱۳۸۹ است.

## خلاصه داستان
پرستوهای عاشق داستان جوانی بلندپرواز بنام منصور است که از کودکی آرزوی پرواز در سر داشته و به دلیل علاقه‌اش به هواپیما او را به نام کاپیتان می‌شناسند. او برای رسیدن به آرزویش با چند مشکل مواجه‌است.